# Carmine Montescuro
Carmine Montescuro (Napoli, 5 luglio 1934 – Napoli, 11 gennaio 2023) è stato un mafioso italiano, membro della Camorra, e boss della zona di Sant'Erasmo a Napoli, noto alle cronache come il sindaco della Camorra per il suo ruolo di spicco nel pacificare i rapporti tra importanti clan, soprattutto nella zona orientale della città.

## Biografia
Carmine Montescuro era soprannominato Zi Mnuzz e ‘a Vicchiarella, per la sua sagacia. Secondo diversi pentiti, il suo primo ruolo di rilievo nella Camorra è stato nel disinnescare la faida nel 1998 tra i Mazzarella e i Contini, dopo l'omicidio di Francesco Mazzarella, padre dei fratelli Mazzarella, capi dell'omonimo clan.
Secondo il pentito Maurizio Prestieri, Montescuro era vicino ai Mazzarella, in particolare a Ciro Mazzarella, e che l'allora potente boss di Secondigliano, Paolo Di Lauro, si mostrava molto rispettoso nei confronti di Zi Minuzz. Grazie alle sue capacità di mediazione, è stato in grado di mettere allo stesso tavolo i Misso, i Sarno, i Contini, i Mariano e i Mazzarella. Nella zona di Sant'Erasmo, dove comanda il suo clan, vigono due regole, la prima è la pace, e la seconda è il pagamento del pizzo, due regole che vengono seguite rigorosamente.
Montescuro è noto anche per la sua passione per il gioco, ed era spesso a Monte Carlo, dove avrebbe speso ingenti somme di denaro.
Il 23 ottobre 2019 i carabinieri hanno smantellato il suo clan, arrestando 23 importanti membri dell'organizzazione. Nonostante la sua età avanzata, il Tribunale di Napoli ne autorizzò l'arresto e il trasferimento in carcere; tuttavia, dopo meno di due settimane, è stato trasferito dal carcere agli arresti domiciliari per motivi di salute.
Nel novembre 2020 sono stati condannati 18 persone ritenute dalla DDA di Napoli appartenenti al suo clan. Tra i condannati figura Nino Argano, braccio destro di Montescuro.